# 千万町町
千万町町（ぜまんぢょうちょう）は愛知県岡崎市額田地区の町名。難読地名として知られる。丁番を持たない単独町名であり、25の小字が設置されている。

## 地理
岡崎市東端に位置し、新城市作手地区と接する。町域内の殆どが森林として土地利用され住宅地はほとんどなく、河川沿岸に水田や畑が少しだけ開発されている。

### 山岳
- 巴山

### 字
| - 字入川（いりがわ） - 字大栗（おおぐり） - 字大林（おおばやし） - 字大平田（おおひらだ） - 字開津田（かいつだ） - 字柿木田（かききだ） - 字柿平（かきだいら） - 字北畑沢（きたばたざわ） - 字郷家（ごうか） | - 字小平（こだいら） - 字新行坊（しんぎょうぼう） - 字新佐池（しんざいけ） - 字滝崩（たきなぎ） - 字竹下（たけのした） - 字寺沢（てらさわ） - 字巴下（ともえした） - 字巴山（ともえやま） | - 字長坂（ながさか） - 苗代田（なわしろだ） - 字伴上平（ばんじょうだいら） - 字前田（まえだ） - 字峯畑（みねばた） - 字宮西（みやにし） - 字宮前（みやまえ） - 字村上（むらかみ） |

## 世帯数と人口
2019年（令和元年）5月1日現在の世帯数と人口は以下の通りである。
| 町丁     | 世帯数 | 人口 |
| -------- | ------ | ---- |
| 千万町町 | 36世帯 | 80人 |

### 人口の変遷
国勢調査による人口の推移
| 2010年（平成22年） | 99人 | [ 6 ] |  |
| 2015年（平成27年） | 83人 | [ 7 ] |  |

## 小・中学校の学区
市立小・中学校に通う場合、学区は以下の通りとなる。
| 番・番地等 | 小学校             | 中学校             |
| ---------- | ------------------ | ------------------ |
| 全域       | 岡崎市立宮崎小学校 | 岡崎市立額田中学校 |

## 歴史
前身は額田郡千万町村。

### 沿革
- 2006年（平成18年）1月1日 - 岡崎市へ編入し、同市千万町町となる[1]。

### 史跡
- 千万町城

## 交通
道路
- 愛知県道333号切山夏山線
- 愛知県道334号千万町豊川線

乗合タクシー
- 岡崎市乗合タクシー
  - 宮崎地区線（のってこバス）

## 施設

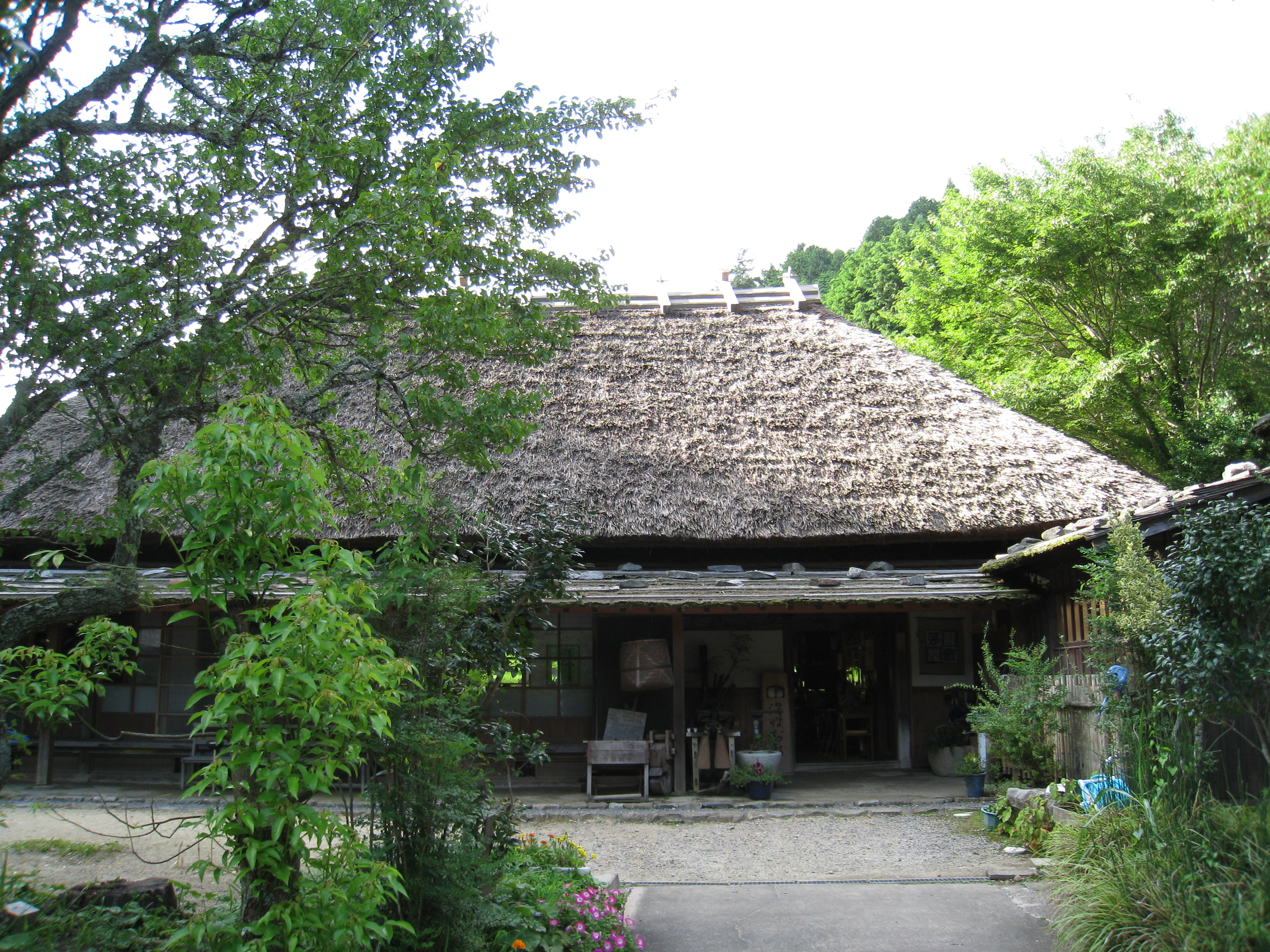
千万町茅葺屋敷（2014年3月閉鎖）

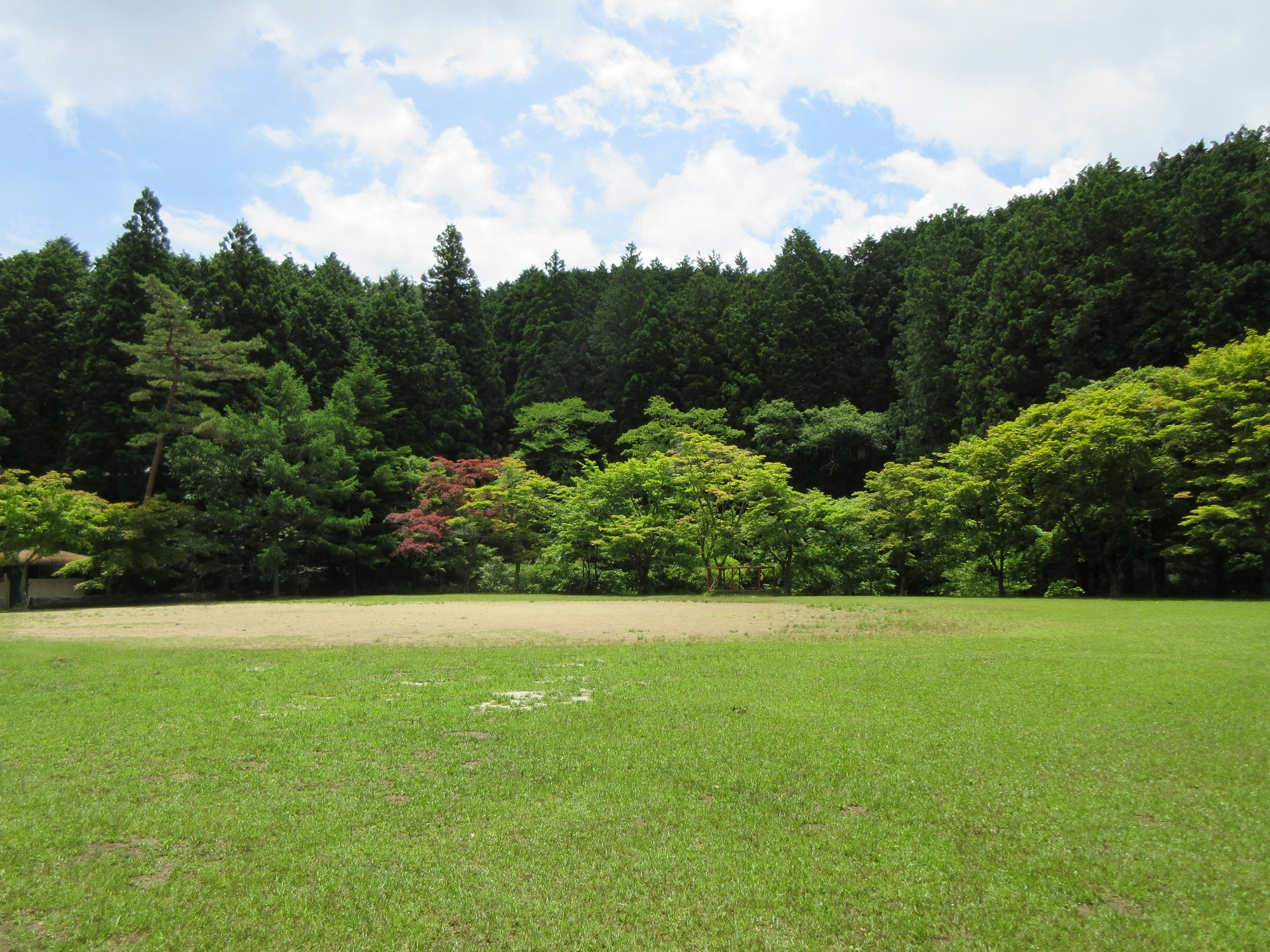
愛知県野外教育センター

- 八剱神社
- 白髪神社
- 愛知県野外教育センター
- 千万町楽校（旧岡崎市立千万町小学校）
- 千万町公民館
- 千万町茅葺屋敷（2014年3月閉鎖）

## その他

### 日本郵便
- 郵便番号 : 444-3432[4]（集配局：額田郵便局[9]）。

## 参考資料
- 「角川日本地名大辞典」編纂委員会 編『角川日本地名大辞典 23 愛知県』角川書店、1989年3月8日。ISBN 4-04-001230-5。
- 有限会社平凡社地方資料センター 編『日本歴史地名体系第23巻 愛知県の地名』平凡社、1981年。ISBN 4-582-49023-9。